# Chapelle Saint-Marc de Nuits
La chapelle Saint-Marc de Nuits est une chapelle située à Nuits, en France.

## Localisation
La chapelle est située dans le département français de l'Yonne, sur la commune de Nuits.

## Historique
L'édifice est classé au titre des monuments historiques en 1967.